# Xenyllogastrura steineri
Xenyllogastrura steineri är en urinsektsart som beskrevs av Rafael Jordana och Arbea 1992. Xenyllogastrura steineri ingår i släktet Xenyllogastrura och familjen Hypogastruridae. Inga underarter finns listade i Catalogue of Life.